# 트각트각
트각트각(본명:Catalina Lee, 1983년 5월 12일~)은 2001년 9월에 인터넷 소설 《Be 2gether》로 데뷰한 인터넷소설가이다. 필명 트각트각의 유래는 일본 가수 각트 (영어:Gackt)의 이름을 거꾸로 두번 발음한 것에서 유래한다. 미국에서 태어나 2009년 뉴욕시의 컬럼비아 대학교 General Studies 정치학과를 졸업했다.

## 활동
2001년 9월 1일, 다음카페 연애소설창작실에 《Be 2gether》(한글: 비투게더) 연재를 시작으로 약 3년간 꾸준히 인터넷에서 소설을 연재했다. 불법기재 통제 때문에 《Be 2gether》는 타 사이트에 연재되지 않았음에도 최초게시 사이트에서만 조회수는 100만을 넘는다.
그녀의 다른 작품으로는 《☆☆ 럭키스타 ☆☆》, 어둠의 자식, Vouge가 있으며 단편으로는 fragile이 있다.
《☆☆ 럭키스타 ☆☆》, 는 2002년 4월에 시작하여 12월에 연재가 끝났으며, 트각트각 공식 팬클럽에서만 연재했다. 이 작품역시 조회수가 50만이 넘는다. 어둠의 자식과 Vouge는 몇 년째 연재가 마무리 지어지지 않고 있다.
2002년도에는 연애소설창작실의 골드작가 1위로 뽑혔으며, 2003년도에는 다음 커뮤니케이션의 베스트 카페테리안으로 선정되어 다음에서 장편 소설 Better Days를 연재했다. 이 작품 역시 조회수 20만을 넘는다.
연재중단과 삭제된 작품으로는 상정:b와 레인보우등이 있다.
2004년에는 더 이상 소설을 쓰지 않겠다는 공표와 함께 그녀는 공식적으로 작가의 활동을 접었다.
인터넷상의 소설에는 이모티콘의 사용이 많지만, 출판 소설들은 이모티콘이 전부 삭제되었다.

## 작품
- 《Be 2gether》(장편, 2001년 9월 ~ 2002년 1월)
- * fragile * (단편, 2002년)
- 《☆☆ 럭키스타 ☆☆》(장편, 2002년 4월 ~ 2002년 12월)
- 《Better Days》(장편, 2003년 11월 ~ 2004년 7월)
- 어둠의 자식 (장편, 2002년 ~)
- 상정:b (중단, 삭제)
- 레인보우 (중단, 삭제)
- Vogue (장편, 2003년 3월 ~)

## 출판
- 《Be 2gether》(2002년 7월)
- 《럭키스타》 (2003년 4월)
- 《Better Days》(2003년 9월)